# Acrochaetiaceae
Acrochaetiaceae, porodica crvenih algi u redu Acrochaetiales. Pripada joj pet rodova s 169 vrsta, od kojih 163 rodu Acrochaetium.

## Rodovi
1. Acrochaetium Nägeli (163)
2. Chromastrum Papenfuss (1)
3. Grania (Rosenvinge) Kylin (2)
4. Kylinia Rosenvinge (2)
5. Liagorophila Yamada (1)

Sinonimi:
- Acanthonema J.Agardh, naziv odbijen (nom. rejic.), taksonomski status: sinonim za Camontagnea.[2]
- Askenasya Möbius taksonomski status: sinonim za Camontagnea Audouinella[3]
- Chromastrum Papenfuss, sinonim od Acrochaetium[4]
- Rhodochortonopsis Yamada, sinonim od Acrochaetium[5]
- Thamnidium Thuret 1863, nom. illeg.; Rhodochorton Nägeli, 1862 '1861', nom. et typ. cons.[6]